# Phoneyusa principium
Phoneyusa principium är en spindelart som beskrevs av Simon 1907. Phoneyusa principium ingår i släktet Phoneyusa och familjen fågelspindlar.
Artens utbredningsområde är Principe. Inga underarter finns listade i Catalogue of Life.